# Aidas Preikšaitis
Aidas Preikšaitis (ur. 15 lipca 1970 w Okmiany) – litewski piłkarz występujący na pozycji pomocnika.
Preikšaitis swoją profesjonalną karierę rozpoczął w Žalgirisie Wilno. Z klubem tym dwukrotnie wywalczył mistrzostwo kraju oraz czterokrotnie puchar kraju. W sezonie 1995/1996 udało mu się aż 14 razy pokonać bramkarzy rywali. W roku 1997 występował w dwóch rosyjskich zespołach: Torpedo-Łużniki Moskwa i KAMAZ Nabierieżnyje Czełny. Na wiosnę 1998 roku zawitał do Polski. Przez pół sezonu bronił barw GKS Katowice, by jesienią przenieść się do Stomilu Olsztyn, w którym zaaklimatyzował się najlepiej biorąc pod uwagę inne polskie kluby, w których występował. W 2000 roku zaliczył epizod w Niemczech, reprezentując barwy Union Berlin. Rok później powrócił do Polski, gdzie przywdział koszulkę KSZO Ostrowiec Świętokrzyski. Nie zabawił tam jednak zbyt długo. Już jesienią 2001 roku wrócił do ojczyzny, do klubu, w którym się wychował. Jednak już w 2002 roku na wiosnę znalazł się ponownie w Niemczech. Tym razem występował tam w Kickers Emden. Jeszcze tego samego roku powrócił do Polski. W czasie trzeciego już podboju polskich boisk występował w Wiśle Płock i Świcie Nowy Dwór Mazowiecki. Jesienią 2004 roku powrócił na Litwę, gdzie przywdział koszulkę lokalnego rywala Žalgirisu Wilno, Vetry.
W czasie pobytu w polskich klubach rozegrał ponad 80 spotkań, w których strzelił 6 bramek (w tym 5 w czasie występów w Olsztynie).